# Snowboard-Weltcup 1997/98
Der FIS Snowboard-Weltcup 1997/98 begann am 14. November 1997 im französischen Tignes und endete am 14. März 1998 im schwedischen Tandådalen. Bei den Männern und Frauen wurden jeweils 33 Wettbewerbe ausgetragen. Die Gesamtweltcups sicherten sich der Österreicher Alexander Koller und die Französin Karine Ruby.

## Männer

### Podestplätze
- GS = Riesenslalom
- SG = Super-G
- PSL = Parallel-Slalom
- SBX = Snowboardcross
- HP = Halfpipe

| Nr.                                                             | Datum             | Austragungsort | Disziplin | Sieger               | Zweiter                 | Dritter             |
| --------------------------------------------------------------- | ----------------- | -------------- | --------- | -------------------- | ----------------------- | ------------------- |
| 1.                                                              | 14. November 1997 | Tignes         | GS        | Jeff Greenwood       | Nicolas Conte           | Thomas Prugger      |
| 2.                                                              | 15. November 1997 | Tignes         | HP        | Daniel Franck        | Brett Carpentier        | Jussi Oksanen       |
| 3.                                                              | 20. November 1997 | Zell am See    | PSL       | Richard Richardsson  | Xavier Rolland          | Bernd Kroschewski   |
| 4.                                                              | 21. November 1997 | Zell am See    | GS        | Dieter Happ          | Martin Freinademetz     | Dieter Krassnig     |
| 5.                                                              | 25. November 1997 | Hintertux      | HP        | Xaver Hoffmann       | Brett Carpentier        | Iker Fernández      |
| 6.                                                              | 29. November 1997 | Sölden         | GS        | Martin Freinademetz  | Ueli Kestenholz         | Ian Price           |
| 7.                                                              | 30. November 1997 | Sölden         | PSL       | Stefan Kaltschütz    | Dejan Košir             | Richard Richardsson |
| 8.                                                              | 5. Dezember 1997  | Sestriere      | PSL       | Mike Kildevæld       | Dieter Moherndl         | Elmar Messner       |
| 9.                                                              | 6. Dezember 1997  | Sestriere      | SBX       | Alexander Koller     | Daniel Biveson          | Nelsen Jensen       |
| 10.                                                             | 8. Dezember 1997  | Sestriere      | GS        | Nicolas Conte        | Ueli Kestenholz         | Dieter Happ         |
| 11.                                                             | 11. Dezember 1997 | Whistler       | SG        | Mark Fawcett         | Nicolas Conte           | Jasey-Jay Anderson  |
| 12.                                                             | 12. Dezember 1997 | Whistler       | GS        | Nicolas Conte        | Thomas Prugger          | Mark Fawcett        |
| 13.                                                             | 13. Dezember 1997 | Whistler       | HP        | Todd Richards        | Rune Lunso              | Alan Clark          |
| 14.                                                             | 14. Dezember 1997 | Whistler       | SBX       | Drew Neilson         | Shin Campos             | Pontus Ståhlkloo    |
| 15.                                                             | 6. Januar 1998    | St. Moritz     | HP        | Guillaume Chastagnol | Iker Fernández          | Jussi Oksanen       |
| 16.                                                             | 7. Januar 1998    | St. Moritz     | HP        | Fredrik Sterner      | Gian Simmen             | Jacob Söderqvist    |
| 17.                                                             | 9. Januar 1998    | Grächen        | GS        | Chris Klug           | Mathieu Bozzetto        | Christophe Ségura   |
| 18.                                                             | 10. Januar 1998   | Grächen        | PSL       | Dejan Košir          | Mathieu Chiquet         | Dieter Moherndl     |
| 19.                                                             | 13. Januar 1998   | Lienz          | GS        | Dieter Krassnig      | Ross Rebagliatti        | Ian Price           |
| 20.                                                             | 14. Januar 1998   | Lienz          | PSL       | Stephen Copp         | Harald Walder           | Dejan Košir         |
| 21.                                                             | 16. Januar 1998   | Innichen       | HP        | Kim Christiansen     | Klas Vangen             | Aleksi Litovaara    |
| 22.                                                             | 17. Januar 1998   | Innichen       | HP        | Roger Hjelmstadstuen | Kim Christiansen        | Fredrik Sterner     |
| 23.                                                             | 18. Januar 1998   | Innichen       | GS        | Christophe Ségura    | Peter Pechhacker        | Willi Trakofler     |
| 7. bis 24. Februar 1998: Olympische Winterspiele 1998 in Nagano |                   |                |           |                      |                         |                     |
| 24.                                                             | 26. Februar 1998  | Oberstdorf     | PSL       | Elmar Messner        | Maxence Idesheim        | Karl Frenademez     |
| 25.                                                             | 27. Februar 1998  | Oberstdorf     | GS        | Darren Chalmers      | Thedo Remmelink         | Karl Frenademez     |
| 26.                                                             | 4. März 1998      | Morzine        | HP        | Fredrik Sterner      | Jonathan Collomb-Patton | Sébastien Vassoney  |
| 27.                                                             | 4. März 1998      | Morzine        | HP        | Fredrik Sterner      | Klas Vangen             | Sébastien Vassoney  |
| 28.                                                             | 6. März 1998      | Les Gets       | PGS       | Maxence Idesheim     | Peter Pechhacker        | Dieter Moherndl     |
| 29.                                                             | 7. März 1998      | Les Gets       | PSL       | Mathias Behounek     | Richard Richardsson     | Georg Rabanser      |
| 30.                                                             | 2. März 1998      | Tandådalen     | GS        | Stefan Kaltschütz    | Harald Walder           | Karl Frenademez     |
| 31.                                                             | 5. März 1998      | Tandådalen     | PSL       | Dieter Moherndl      | Dejan Košir             | Werner Ebenbauer    |
| 32.                                                             | 6. März 1998      | Tandådalen     | HP        | Fredrik Sterner      | Klas Vangen             | Jonas Gunnarsson    |
| 33.                                                             | 8. März 1998      | Tandådalen     | SBX       | Alexander Koller     | Mathias Behounek        | Jonas Aspman        |

### Weltcupstände
| Rang | Name                | Punkte |
| ---- | ------------------- | ------ |
| 1.   | Alexander Koller    | 990    |
| 2.   | Richard Richardsson | 821    |
| 3.   | Dieter Moherndl     | 758    |
| 4.   | Maxence Idesheim    | 756    |
| 5.   | Harald Walder       | 726    |
| 6.   | Fredrik Sterner     | 718    |
| 7.   | Elmar Messner       | 705    |
| 8.   | Dejan Košir         | 646    |
| 9.   | Stefan Wurzacher    | 640    |
| 10.  | Mathias Behounek    | 628    |

| Rang | Name                | Punkte |
| ---- | ------------------- | ------ |
| 1.   | Nicolas Conte       | 3600   |
| 2.   | Peter Pechhacker    | 3148   |
| 3.   | Harald Walder       | 3130   |
| 4.   | Mathieu Bozzetto    | 3050   |
| 5.   | Thedo Remmelink     | 3032   |
| 6.   | Stefan Wurzacher    | 2970   |
| 7.   | Maxence Idesheim    | 2960   |
| 8.   | Thomas Prugger      | 2930   |
| 9.   | Chris Klug          | 2608   |
| 10.  | Martin Freinademetz | 2590   |

| Rang | Name                | Punkte |
| ---- | ------------------- | ------ |
| 1.   | Richard Richardsson | 3800   |
| 2.   | Dejan Košir         | 3780   |
| 3.   | Dieter Moherndl     | 3520   |
| 4.   | Elmar Messner       | 2790   |
| 5.   | Maxence Idesheim    | 2760   |
| 6.   | Harald Walder       | 2480   |
| 7.   | Mathias Behounek    | 2170   |
| 8.   | Karl Frenademez     | 2140   |
| 9.   | Stefan Wurzacher    | 2060   |
| 10.  | Xavier Rolland      | 1960   |

| Rang | Name              | Punkte |
| ---- | ----------------- | ------ |
| 1.   | Alexander Koller  | 2450   |
| 2.   | Daniel Biveson    | 1160   |
| 3.   | Drew Neilson      | 1000   |
| 4.   | Jonas Aspman      | 860    |
| 5.   | Mathias Behounek  | 800    |
| 5.   | Shin Campos       | 800    |
| 7.   | Martin Gunnarsson | 740    |
| 8.   | Elmar Messner     | 720    |
| 9.   | Nelsen Jensen     | 600    |
| 9.   | Pontus Ståhlkloo  | 600    |

| Rang | Name                    | Punkte |
| ---- | ----------------------- | ------ |
| 1.   | Fredrik Sterner         | 5480   |
| 2.   | Klas Vangen             | 4550   |
| 3.   | Kim Christiansen        | 2300   |
| 4.   | Roger Hjelmstadstuen    | 2253   |
| 5.   | Sébastien Vassoney      | 2131   |
| 6.   | Jonas Gunnarsson        | 2010   |
| 7.   | Jonathan Collomb-Patton | 1965   |
| 8.   | Iker Fernández          | 1800   |
| 9.   | Aleksi Litovaara        | 1720   |
| 10.  | Rune Lunso              | 1700   |

## Frauen

### Podestplätze
| Nr.                                                             | Datum             | Austragungsort | Disziplin | Sieger                      | Zweiter                     | Dritter               |
| --------------------------------------------------------------- | ----------------- | -------------- | --------- | --------------------------- | --------------------------- | --------------------- |
| 1.                                                              | 13. November 1997 | Tignes         | GS        | Karine Ruby                 | Martina Magenta             | Manuela Riegler       |
| 2.                                                              | 16. November 1997 | Tignes         | HP        | Satu Järvelä                | Nicola Pederzolli           | Stine Brun Kjeldaas   |
| 3.                                                              | 20. November 1997 | Zell am See    | PSL       | Manuela Riegler             | Alexandra Krings            | Heidi Renoth          |
| 4.                                                              | 22. November 1997 | Zell am See    | GS        | Karine Ruby                 | Margherita Parini           | Sondra van Ert        |
| 5.                                                              | 26. November 1997 | Hintertux      | HP        | Nicola Thost                | Minna Hesso                 | Ulrike Hölzl          |
| 6.                                                              | 29. November 1997 | Sölden         | GS        | Karine Ruby                 | Heidi Renoth                | Betsy Shaw            |
| 7.                                                              | 30. November 1997 | Sölden         | PSL       | Dagmar Mair unter der Eggen | Stacia Hookom               | Isabel Zedlacher      |
| 8.                                                              | 5. Dezember 1997  | Sestriere      | PSL       | Marion Posch                | Karine Ruby                 | Marie Birkl           |
| 9.                                                              | 6. Dezember 1997  | Sestriere      | SBX       | Manuela Riegler             | Marija Tichwinskaja         | Ursula Fingerlos      |
| 10.                                                             | 7. Dezember 1997  | Sestriere      | GS        | Karine Ruby                 | Heidi Renoth                | Isabel Zedlacher      |
| 11.                                                             | 11. Dezember 1997 | Whistler       | SG        | Sondra van Ert              | Betsy Shaw                  | Karine Ruby           |
| 12.                                                             | 12. Dezember 1997 | Whistler       | GS        | Karine Ruby                 | Betsy Shaw                  | Isabelle Blanc        |
| 13.                                                             | 13. Dezember 1997 | Whistler       | HP        | Shannon Dunn                | Jennie Waara                | Stine Brun Kjeldaas   |
| 14.                                                             | 14. Dezember 1997 | Whistler       | SBX       | Jenny Jonsson               | Ursula Fingerlos            | Wendy Wyvill          |
| 15.                                                             | 6. Januar 1998    | St. Moritz     | HP        | Nicola Thost                | Stine Brun Kjeldaas         | Jenny Jonsson         |
| 16.                                                             | 7. Januar 1998    | St. Moritz     | HP        | Stine Brun Kjeldaas         | Minna Hesso                 | Doriane Vidal         |
| 17.                                                             | 9. Januar 1998    | Grächen        | GS        | Karine Ruby                 | Burgi Heckmair              | Steffi von Siebenthal |
| 18.                                                             | 10. Januar 1998   | Grächen        | PSL       | Karine Ruby                 | Manuela Riegler             | Alexandra Krings      |
| 19.                                                             | 13. Januar 1998   | Lienz          | GS        | Karine Ruby                 | Lidia Trettel               | Steffi von Siebenthal |
| 20.                                                             | 14. Januar 1998   | Lienz          | PSL       | Karine Ruby                 | Marie Birkl                 | Marion Posch          |
| 21.                                                             | 16. Januar 1998   | Innichen       | HP        | Anna Hellman                | Sabine Wehr-Hasler          | Maëlle Ricker         |
| 22.                                                             | 17. Januar 1998   | Innichen       | HP        | Yuri Yoshikawa              | Christel Thoresen           | Doriane Vidal         |
| 23.                                                             | 18. Januar 1998   | Innichen       | GS        | Margherita Parini           | Dagmar Mair unter der Eggen | Isabelle Blanc        |
| 7. bis 24. Februar 1998: Olympische Winterspiele 1998 in Nagano |                   |                |           |                             |                             |                       |
| 24.                                                             | 26. Februar 1998  | Oberstdorf     | PSL       | Manuela Riegler             | Marion Posch                | Heidi Renoth          |
| 25.                                                             | 27. Februar 1998  | Oberstdorf     | GS        | Isabelle Blanc              | Marion Posch                | Isabel Zedlacher      |
| 26.                                                             | 4. März 1998      | Morzine        | HP        | Doriane Vidal               | Sabine Wehr-Hasler          | Nicole Fischer        |
| 27.                                                             | 4. März 1998      | Morzine        | HP        | Doriane Vidal               | Sabine Wehr-Hasler          | Anna Hellman          |
| 28.                                                             | 6. März 1998      | Les Gets       | PGS       | Karine Ruby                 | Lidia Trettel               | Nathalie Desmares     |
| 29.                                                             | 7. März 1998      | Les Gets       | PSL       | Karine Ruby                 | Dagmar Mair unter der Eggen | Marion Posch          |
| 30.                                                             | 11. März 1998     | Tandådalen     | GS        | Lidia Trettel               | Karine Ruby                 | Ursula Fingerlos      |
| 31.                                                             | 12. März 1998     | Tandådalen     | PSL       | Marion Posch                | Manuela Riegler             | Amalie Kulawik        |
| 32.                                                             | 13. März 1998     | Tandådalen     | HP        | Doriane Vidal               | Anna Olofsson               | Sophia Bergdahl       |
| 33.                                                             | 14. März 1998     | Tandådalen     | SBX       | Manuela Riegler             | Ursula Fingerlos            | Sara Fischer          |

### Weltcupstände
| Rang | Name                        | Punkte |
| ---- | --------------------------- | ------ |
| 1.   | Karine Ruby                 | 1723   |
| 2.   | Manuela Riegler             | 1450   |
| 3.   | Ursula Fingerlos            | 1030   |
| 4.   | Marion Posch                | 1020   |
| 5.   | Marie Birkl                 | 937    |
| 6.   | Dagmar Mair unter der Eggen | 866    |
| 7.   | Heidi Renoth                | 857    |
| 8.   | Lidia Trettel               | 768    |
| 9.   | Isabel Zedlacher            | 684    |
| 10.  | Doriane Vidal               | 621    |

| Rang | Name                        | Punkte |
| ---- | --------------------------- | ------ |
| 1.   | Karine Ruby                 | 9400   |
| 2.   | Isabelle Blanc              | 4740   |
| 3.   | Lidia Trettel               | 4610   |
| 4.   | Heidi Renoth                | 3940   |
| 5.   | Manuela Riegler             | 3790   |
| 6.   | Isabel Zedlacher            | 3640   |
| 7.   | Margherita Parini           | 3219   |
| 8.   | Ursula Fingerlos            | 2970   |
| 9.   | Dagmar Mair unter der Eggen | 2810   |
| 10.  | Betsy Shaw                  | 2808   |

| Rang | Name                        | Punkte |
| ---- | --------------------------- | ------ |
| 1.   | Karine Ruby                 | 4700   |
| 2.   | Marion Posch                | 4500   |
| 3.   | Manuela Riegler             | 4420   |
| 4.   | Dagmar Mair unter der Eggen | 3510   |
| 5.   | Marie Birkl                 | 3200   |
| 6.   | Alexandra Krings            | 2830   |
| 7.   | Heidi Renoth                | 2780   |
| 8.   | Birgit Herbert              | 2100   |
| 9.   | Marcella Boerma             | 2080   |
| 10.  | Isabel Zedlacher            | 1920   |

| Rang | Name                | Punkte |
| ---- | ------------------- | ------ |
| 1.   | Ursula Fingerlos    | 2200   |
| 2.   | Manuela Riegler     | 2140   |
| 3.   | Nicolien Sauerbreij | 1300   |
| 3.   | Marija Tichwinskaja | 1300   |
| 5.   | Marie Birkl         | 1210   |
| 6.   | Jenny Jonsson       | 1000   |
| 7.   | Sara Fischer        | 600    |
| 7.   | Wendy Wyvill        | 600    |
| 9.   | Claudia Riegler     | 580    |
| 10.  | Yuho Sekihara       | 500    |

| Rang | Name                | Punkte |
| ---- | ------------------- | ------ |
| 1.   | Doriane Vidal       | 4970   |
| 2.   | Sabine Wehr-Hasler  | 4280   |
| 3.   | Stine Brun Kjeldaas | 3260   |
| 4.   | Anna Hellman        | 3110   |
| 5.   | Nicola Thost        | 2520   |
| 6.   | Minna Hesso         | 2500   |
| 7.   | Jenny Jonsson       | 2085   |
| 8.   | Ulrike Hölzl        | 2080   |
| 9.   | Tara Teigen         | 1990   |
| 10.  | Maëlle Ricker       | 1880   |